# Коктыш (деревня)
Коктыш — деревня в Арбажском районе Кировской области России. Входит в состав Арбажского городского поселения.

## История
В «Списке населенных мест Российской империи», изданном в 1876 году, населённый пункт упомянут как казённый починок Дресвянской (Коктыш) Котельнического уезда (1-го стана), при реке Пижме, расположенный в 82 верстах от уездного города Котельнич. В починке насчитывалось 35 дворов и проживало 434 человека (183 мужчины и 223 женщины).

В 1926 году население деревни составляло 680 человек (303 мужчины и 377 женщин). Насчитывалось 111 крестьянских хозяйств.

## География
Деревня находится в юго-западной части Кировской области, в зоне хвойно-широколиственных лесов, на северном берегу озера Коктыш, к северу от реки Пижмы, на расстоянии приблизительно 3 километров (по прямой) к юго-западу от посёлка городского типа Арбаж, административного центра района. Абсолютная высота — 113 метров над уровнем моря.
Климат
Климат характеризуется как умеренно континентальный, с умеренно холодной снежной зимой и тёплым летом. Среднегодовая температура — 2 °C. Абсолютный минимум температуры воздуха самого холодного месяца (января) составляет −47 °C; абсолютный максимум самого тёплого месяца (июля) — 40 °C. Годовое количество атмосферных осадков — 527 мм, из которых 354 мм выпадает в период с апреля по октябрь.
Часовой пояс
Деревня Коктыш, как и вся Кировская область, находится в часовой зоне МСК (московское время). Смещение применяемого времени относительно UTC составляет +3:00.

## Население
| 2010 |
| ---- |
| 39   |

Гендерный состав
По данным Всероссийской переписи населения 2010 года в гендерной структуре населения мужчины составляли 53,8 %, женщины — соответственно 46,2 %.
Национальный состав
Согласно результатам переписи 2002 года, в национальной структуре населения русские составляли 90 %.